# Schlacht von Badajoz (1936)
Gijón –
Oviedo –
Alcázar von Toledo –
Mérida –
Badajoz –
Guipúzcoa –
Mallorca –
Sierra Guadalupe –
Talavera de la Reina –
Madrid –
Straße nach Coruña –
Málaga –
Jarama –
Guadalajara –
Krieg im Norden (Durango, Guernica, Santander) –
Brunete –
Belchite –
Teruel –
Cabo de Palos –
Aragon –
Ebro –
Katalonien
Die Schlacht von Badajoz am 14. August 1936 war einer der ersten größeren Siege der Truppen Francos während des Spanischen Bürgerkriegs.

## Ausgangslage
Im Sommer 1936 transportierten deutsche und italienische Flugzeuge und die spanische Flotte etwa 10.000 Soldaten der spanischen Afrikaarmee über die Straße von Gibraltar nach Südspanien, die zunächst in Sevilla stationiert wurden.
Am 1. August befahl General Franco den Vorstoß Richtung Norden, um sie mit den Truppen von General Emilio Mola zu vereinigen.
Unter dem Befehl von Oberst Carlos Asensio Cabanillas und Major Antonio Castejón Espinosa stieß die Armee, in motorisierte Abteilungen aufgeteilt, Richtung Norden vor. Die auf dem Weg liegenden und Widerstand leistenden Grenzorte an der portugiesischen Grenze wurden eingenommen.
Am 10. August traf Oberstleutnant Juan Yagüe in der Nähe von Mérida ein und übernahm das Kommando. Bis dahin hatten die Nationalisten 300 km der portugiesisch-spanischen Grenze erobert. Mérida fiel nach heftigen Kämpfen an den Ufern des Flusses Guadiana.
Somit verblieb an der Grenze zu Portugal nur noch die Stadt Badajoz in den Händen der republikanischen Armee. Yagüe setzte sich nun mit 2.250 Legionären, 750 marokkanischen Kolonialsoldaten und fünf Feldgeschützen Richtung Badajoz in Bewegung. 
Major Heli Rolando de Tella y Cantos verblieb in Mérida, um die Stadt zu sichern. 
In der Festungsstadt Badajoz befehligte Oberst Ildefonso Puigdendolas etwa 6.000 republikanische Milizionäre. Als die nationalistische Armee sich der Stadt näherte, revoltierte die dort stationierte Einheit der Guardia Civil und versuchte auf die nationalistische Seite überzulaufen. Puigdendolas konnte die Revolte jedoch niederschlagen.

## Die Schlacht
Am Nachmittag des 14. August griffen die nationalistischen Kräfte nach der Beschießung der Stadt an. 
Eine Einheit der Spanischen Fremdenlegion stürmte singend die Puerta de la Trinidad. Aber die entschlossenen Verteidiger wehrten mehrere Wellen der Angreifer mit Maschinengewehr-Feuer ab. 
Die Legionäre nahmen auf ihre Verluste keine Rücksicht und führten ihre Angriffe fort. Ein von einem gepanzerten Fahrzeug unterstützter Angriff führte schlussendlich zum Durchbruch. Es kam zu einem Kampf Mann gegen Mann und die Legionäre töteten alle Verteidiger der republikanischen Stellung. 
Die Verluste waren jedoch sehr hoch. Die 16. Kompanie allein verlor 80 Mann. Alle Offiziere und Unteroffiziere dieser Kompanie außer einem Leutnant sowie einem Korporal fielen. 
Auf der Südseite gelang es den Nationalisten, die Festungsmauern unter geringeren Verlusten zu stürmen. Die Freiwilligen aus der Stadt Tetuán stürmten die Puerta de Los Carros, und die Legionäre und Kolonialsoldaten vertrieben die Republikaner aus der Kaserne. 
Einmal in die Stadt eingedrungen, trieben die nationalistischen Truppen die Verteidiger Richtung Stadtzentrum vor sich her. Bis zum Einbruch der Nacht tobte der Häuserkampf in den Straßen. 
In der Zwischenzeit gelang es Puigdendolas aus der Stadt zu fliehen und sich über die Grenze nach Portugal in Sicherheit zu bringen.

## Folgen
Der Fall von Badajoz führte zum Fall der ganzen nördlichen Extremadura. Dieses Gebiet wurde zur Keimzelle des nationalistischen Staates. 
Der Zusammenschluss der von den Nationalisten gehaltenen Gebiete im Norden und Süden gelang jedoch erst am 8. September.
Nach der Schlacht zog Yagüe Richtung Nordwesten auf Madrid zu und erreichte den Fluss Tajo. Hier kam es in den nächsten Wochen zur Schlacht in der Sierra Guadalupe. 
Die Schlacht von Badajoz war der Beginn eines Ablaufs, der sich den ganzen Sommer 1936 hindurch glich. Republikanische Milizen besetzten die mittelalterlichen Festungen in Kastilien, konnten diese aber gegen die Berufssoldaten von Franco nicht lange halten und auch den Vormarsch der Nationalisten nicht verlangsamen. 
Den professionellen nationalistischen Soldaten gelang es, die gut befestigten Stellungen der Republikaner zu erobern, aber die Verluste waren erheblich. Am Ende des Jahres waren so gut wie alle Legionäre auf dem Weg von Sevilla nach Madrid gefallen.

## Das Massaker
Nach dem Fall der Stadt kam es zu einem tagelangen Massaker an den republikanischen Verteidigern und Zivilisten in der Stadt. Dabei wurde auch eine Massenerschießung in der Stierkampfarena durchgeführt und es kam zu zahlreichen Vergewaltigungen. 
Yagües Nichteingreifen brachte ihm den Spitznamen „Schlächter von Badajoz“ ein.
Eine Erklärung für diese Kriegsverbrechen ist wohl, dass es während der spanischen Kolonialkriege in Marokko zu systematischen Vergeltungsaktionen gegen Zivilisten gekommen war und die Kolonialsoldaten einfach diese Art des Terrors nun in Spanien anwendeten. 
Franco wird nachgesagt, dass er eingegriffen habe, um die von den Marokkanern praktizierte Kastration der toten Körper der gefallenen Feinde zu unterbinden. 
Ausländische Journalisten berichteten, jeweils beeinflusst von ihrer politischen Einstellung, von 1.800 bis 4.000 getöteten Zivilisten.